# Campeonato Mundial de Voleibol Masculino Sub-19 de 2017
O Campeonato Mundial de Voleibol Masculino Sub-19 de 2017 foi a 15ª edição da competição, disputada entre 20 seleções mundiais, no período de 25 de agosto a 3 de setembro, sendo realizada nas cidades do Bahrein de Ar Rifa' e Madinat 'Isa.
A Seleção Iraniana conquistou seu bicampeonato na categoria ao vencer a Seleção Russa, em terceiro lugar finalizou a Seleção Japonesa ao derrotar a Seleção Sul-coreana.O ponteiro iraniano Amirhossein Esfandiar recebeu o pr̃emio de melhor ponteiro e de melhor jogador (MVP).

## Equipes qualificadas
| Torneio de qualificação          | Data                             | Sede      | Vagas             | Qualificados   | Última participação |
| -------------------------------- | -------------------------------- | --------- | ----------------- | -------------- | ------------------- |
| País-sede                        | 2 de fevereiro de 2016           | Lausana   | 1                 | Barém          | Estreante           |
| Campeonato NORCECA de 2016       | 24 a 29 de junho de 2016         | Havana    | 2                 | Cuba           | 2015                |
| Campeonato NORCECA de 2016       | 24 a 29 de junho de 2016         | Havana    | 2                 | Estados Unidos | 2015                |
| Campeonato Africano de 2016      | 8 a 10 de setembro de 2016       | Kélibia   | 2                 | Tunísia        | 2013                |
| Campeonato Africano de 2016      | 8 a 10 de setembro de 2016       | Kélibia   | 2                 | Egito          | 2015                |
| Campeonato Sul-Americano de 2016 | 5 a 9 de outubro de 2016         | Lima      | 2                 | Argentina      | 2015                |
| Campeonato Sul-Americano de 2016 | 5 a 9 de outubro de 2016         | Lima      | 2                 | Brasil         | 2015                |
| Copa Pan-Americana de 2017       | 20 a 25 de março de 2017         | Monterrei | 1 CSV e 2 NORCECA | Chile          | 2013                |
| Copa Pan-Americana de 2017       | 20 a 25 de março de 2017         | Monterrei | 1 CSV e 2 NORCECA | México         | 2015                |
| Copa Pan-Americana de 2017       | 20 a 25 de março de 2017         | Monterrei | 1 CSV e 2 NORCECA | Porto Rico     | 2015                |
| Campeonato Asiático de 2016      | 24 de março a 5 de abril de 2017 | Nepiedó   | 4                 | Japão          | 2015                |
| Campeonato Asiático de 2016      | 24 de março a 5 de abril de 2017 | Nepiedó   | 4                 | Coreia do Sul  | 2013                |
| Campeonato Asiático de 2016      | 24 de março a 5 de abril de 2017 | Nepiedó   | 4                 | China          | 2015                |
| Campeonato Asiático de 2016      | 24 de março a 5 de abril de 2017 | Nepiedó   | 4                 | Irã            | 2015                |
| Campeonato Europeu de 2017       | 22 a 30 de abril de 2017         | Várias    | 6                 | Chéquia        | 2003                |
| Campeonato Europeu de 2017       | 22 a 30 de abril de 2017         | Várias    | 6                 | Itália         | 2015                |
| Campeonato Europeu de 2017       | 22 a 30 de abril de 2017         | Várias    | 6                 | Turquia        | 2015                |
| Campeonato Europeu de 2017       | 22 a 30 de abril de 2017         | Várias    | 6                 | Rússia         | 2015                |
| Campeonato Europeu de 2017       | 22 a 30 de abril de 2017         | Várias    | 6                 | Polônia        | 2015                |
| Campeonato Europeu de 2017       | 22 a 30 de abril de 2017         | Várias    | 6                 | França         | 2015                |
| Total                            |                                  |           | 20                |                |                     |

## Formato da disputa
As vinte seleções foram divididas proporcionalmente em Grupo A, B,C e D, em cada grupo as seleções se enfrentam entre si, as quatro melhores colocadas de cada grupo classificam para as oitavas de final e as quintas colocadas de cada grupo disputarão as classificações inferiores; as melhores equipes das oitavas de final classificarão para as quartas de final e desta fase os times com melhor desempenho classificarão para as semifinais, já os eliminados disputarão as posições inferiores;  e os melhores times dos jogos semifinais disputarão a grande final e os eliminados lutarão pelo bronze.
Em todo fase classificatória um placar de 3–0 ou 3–1 assegura três pontos na classificação para a equipe vencedora e nenhum para a perdedora. No caso de um placar de 3–2, o time vencedor soma dois pontos e o derrotado, um.

## Fase classificatória
Classificação
- Locais : Khalifa Sports City Stadium e Bahrain National Stadium

## Grupo A
|     |                |     | Jogos | Jogos | Jogos | Resultados | Resultados | Resultados | Resultados | Resultados | Resultados | Sets | Sets | Sets  | Pontos | Pontos | Pontos |
| Pos | Equipe         | Pts | T     | V     | D     | 3–0        | 3–1        | 3–2        | 2–3        | 1–3        | 0–3        | V    | P    | R     | V      | P      | R      |
| --- | -------------- | --- | ----- | ----- | ----- | ---------- | ---------- | ---------- | ---------- | ---------- | ---------- | ---- | ---- | ----- | ------ | ------ | ------ |
| 1   | Egito          | 9   | 4     | 3     | 1     | 0          | 3          | 0          | 0          | 1          | 0          | 10   | 6    | 1.667 | 387    | 381    | 1.016  |
| 2   | Barém          | 8   | 4     | 3     | 1     | 0          | 2          | 1          | 0          | 1          | 0          | 10   | 7    | 1.429 | 397    | 342    | 1.161  |
| 3   | Estados Unidos | 8   | 4     | 3     | 1     | 0          | 2          | 1          | 0          | 1          | 0          | 10   | 7    | 1.429 | 403    | 379    | 1.063  |
| 4   | Porto Rico     | 3   | 4     | 1     | 3     | 0          | 0          | 1          | 1          | 2          | 0          | 7    | 11   | 0.636 | 370    | 424    | 0.873  |
| 5   | Tunísia        | 2   | 4     | 0     | 4     | 0          | 0          | 0          | 2          | 2          | 0          | 6    | 12   | 0.500 | 410    | 441    | 0.930  |

Resultados
| Data   | Hora  |                   | Placar |                   | Set 1 | Set 2 | Set 3 | Set 4 | Set 5 | Total   | Relatório |
| ------ | ----- | ----------------- | ------ | ----------------- | ----- | ----- | ----- | ----- | ----- | ------- | --------- |
| 18 ago | 17:00 | 'Porto Rico '     | 3–2    | Tunísia           | 20–25 | 25–18 | 30–32 | 25–22 | 17–15 | 117–112 | 117–112   |
| 18 ago | 19:00 | 'Barém '          | 3–1    | Egito             | 25–17 | 25–20 | 19–25 | 25–20 |       | 94–82   | 94–82     |
| 19 ago | 17:00 | 'Egito '          | 3–1    | Porto Rico        | 29–27 | 25–20 | 23–25 | 25–17 |       | 102–89  | 102–89    |
| 19 ago | 19:00 | 'Estados Unidos ' | 3–1    | Barém             | 28–26 | 25–19 | 20–25 | 25–23 |       | 98–93   | 98–93     |
| 20 ago | 17:00 | Porto Rico        | 1–3    | ' Estados Unidos' | 21–25 | 18–25 | 25–23 | 22–25 |       | 86–98   | 86–98     |
| 20 ago | 19:00 | Tunísia           | 1–3    | ' Egito'          | 24–26 | 25–22 | 28–30 | 30–32 |       | 107–110 | 107–110   |
| 21 ago | 17:00 | 'Estados Unidos ' | 3–2    | Tunísia           | 28–30 | 22–25 | 25–19 | 26–24 | 15–9  | 116–107 | 116–107   |
| 21 ago | 19:00 | 'Barém '          | 3–2    | Porto Rico        | 23–25 | 25–7  | 25–10 | 24–26 | 15–10 | 112–78  | 112–78    |
| 22 ago | 17:00 | 'Egito '          | 3–1    | Estados Unidos    | 18–25 | 25–23 | 25–22 | 25–21 |       | 93–91   | 93–91     |
| 22 ago | 19:00 | Tunísia           | 1–3    | ' Barém'          | 19–25 | 18–25 | 25–23 | 22–25 |       | 84–98   | 84–98     |

## Grupo B
|     |         |     | Jogos | Jogos | Jogos | Resultados | Resultados | Resultados | Resultados | Resultados | Resultados | Sets | Sets | Sets  | Pontos | Pontos | Pontos |
| Pos | Equipe  | Pts | T     | V     | D     | 3–0        | 3–1        | 3–2        | 2–3        | 1–3        | 0–3        | V    | P    | R     | V      | P      | R      |
| --- | ------- | --- | ----- | ----- | ----- | ---------- | ---------- | ---------- | ---------- | ---------- | ---------- | ---- | ---- | ----- | ------ | ------ | ------ |
| 1   | Japão   | 11  | 4     | 4     | 0     | 2          | 1          | 1          | 0          | 0          | 0          | 12   | 3    | 4,000 | 361    | 310    | 1.165  |
| 2   | França  | 9   | 4     | 3     | 1     | 1          | 1          | 1          | 1          | 0          | 0          | 11   | 6    | 1.833 | 407    | 374    | 1.088  |
| 3   | Brasil  | 7   | 4     | 2     | 2     | 0          | 2          | 0          | 1          | 0          | 1          | 8    | 8    | 1,000 | 354    | 349    | 1.014  |
| 4   | Cuba    | 2   | 4     | 1     | 3     | 0          | 0          | 1          | 0          | 1          | 2          | 4    | 11   | 0.364 | 299    | 336    | 0.890  |
| 5   | Polônia | 1   | 4     | 0     | 4     | 0          | 0          | 0          | 1          | 3          | 0          | 5    | 12   | 0.417 | 361    | 413    | 0.874  |

Resultados
| Data   | Hora  |           | Placar |           | Set 1 | Set 2 | Set 3 | Set 4 | Set 5 | Total   | Relatório |
| ------ | ----- | --------- | ------ | --------- | ----- | ----- | ----- | ----- | ----- | ------- | --------- |
| 18 ago | 13:00 | Brasil    | 2–3    | ' França' | 25–23 | 25–20 | 17–25 | 17–25 | 15–17 | 99–110  | 99–110    |
| 18 ago | 15:00 | Cuba      | 0–3    | ' Japão'  | 21–25 | 18–25 | 12–25 |       |       | 51–75   | 51–75     |
| 19 ago | 13:00 | 'França ' | 3–0    | Cuba      | 25–19 | 25–23 | 25–14 |       |       | 75–56   | 75–56     |
| 19 ago | 15:00 | Polônia   | 1–3    | ' Brasil' | 25–22 | 13–25 | 18–25 | 22–25 |       | 78–97   | 78–97     |
| 20 ago | 13:00 | 'Cuba '   | 3–2    | Polônia   | 21–25 | 25–22 | 25–9  | 21–25 | 15–10 | 107–91  | 107–91    |
| 20 ago | 15:00 | 'Japão '  | 3–2    | França    | 24–26 | 27–25 | 23–25 | 25–20 | 15–13 | 114–109 | 114–109   |
| 21 ago | 13:00 | Polônia   | 1–3    | ' Japão'  | 19–25 | 23–25 | 25–21 | 20–25 |       | 87–96   | 87–96     |
| 21 ago | 15:00 | 'Brasil ' | 3–1    | Cuba      | 25–19 | 20–25 | 25–22 | 25–19 |       | 95–85   | 95–85     |
| 22 ago | 13:00 | 'Japão '  | 3–0    | Brasil    | 25–21 | 26–24 | 25–18 |       |       | 76–63   | 76–63     |
| 22 ago | 15:00 | 'França ' | 3–1    | Polônia   | 23–25 | 25–22 | 25–20 | 40–38 |       | 113–105 | 113–105   |

## Grupo C
|     |               |     | Jogos | Jogos | Jogos | Resultados | Resultados | Resultados | Resultados | Resultados | Resultados | Sets | Sets | Sets  | Pontos | Pontos | Pontos |
| Pos | Equipe        | Pts | T     | V     | D     | 3–0        | 3–1        | 3–2        | 2–3        | 1–3        | 0–3        | V    | P    | R     | V      | P      | R      |
| --- | ------------- | --- | ----- | ----- | ----- | ---------- | ---------- | ---------- | ---------- | ---------- | ---------- | ---- | ---- | ----- | ------ | ------ | ------ |
| 1   | Rússia        | 9   | 4     | 3     | 1     | 2          | 1          | 0          | 0          | 1          | 0          | 10   | 4    | 2.500 | 332    | 264    | 1.258} |
| 2   | Argentina     | 7   | 4     | 2     | 2     | 1          | 1          | 0          | 1          | 1          | 0          | 9    | 7    | 1.286 | 276    | 252    | 1.095  |
| 3   | Coreia do Sul | 7   | 4     | 2     | 2     | 1          | 1          | 0          | 1          | 1          | 0          | 9    | 7    | 1.286 | 370    | 350    | 1.057  |
| 4   | Turquia       | 5   | 4     | 2     | 2     | 1          | 0          | 1          | 0          | 1          | 1          | 7    | 8    | 0.875 | 211    | 230    | 0.917  |
| 5   | Chile         | 0   | 4     | 0     | 4     | 0          | 0          | 0          | 0          | 1          | 3          | 1    | 12   | 0.083 | 207    | 300    | 0.690  |

Resultados
| Data   | Hora  |                  | Placar |                  | Set 1 | Set 2 | Set 3 | Set 4 | Set 5 | Total   | Relatório |
| ------ | ----- | ---------------- | ------ | ---------------- | ----- | ----- | ----- | ----- | ----- | ------- | --------- |
| 18 ago | 13:00 | 'Rússia '        | 3–0    | Turquia          | 25–16 | 25–16 | 25–12 |       |       | 75–44   | 75–44     |
| 18 ago | 15:00 | Chile            | 0–3    | ' Coreia do Sul' | 12–25 | 21–25 | 21–25 |       |       | 54–75   | 54–75     |
| 19 ago | 13:00 | Chile            | 0–3    | ' Turquia'       | 14–25 | 19–25 | 19–25 |       |       | 52–75   | 52–75     |
| 19 ago | 15:00 | 'Argentina '     | 3–1    | Rússia           | 20–25 | 25–13 | 25–23 | 26–24 |       | 96–85   | 96–85     |
| 20 ago | 13:00 | 'Argentina '     | 3–0    | Chile            | 25–23 | 25–13 | 25–22 |       |       | 75–58   | 75–58     |
| 20 ago | 15:00 | 'Coreia do Sul ' | 3–1    | Turquia          | 26–28 | 25–20 | 25–21 | 27–25 |       | 103–94  | 103–94    |
| 21 ago | 13:00 | 'Argentina '     | 3–2    | Coreia do Sul    | 17–25 | 20–25 | 25–22 | 25–21 | 18–16 | 105–109 | 105–109   |
| 21 ago | 15:00 | 'Rússia '        | 3–0    | Chile            | 25–17 | 25–11 | 25–15 |       |       | 75–43   | 75–43     |
| 22 ago | 13:00 | 'Rússia '        | 3–1    | Coreia do Sul    | 25–22 | 25–16 | 22–25 | 25–20 |       | 97–83   | 97–83     |
| 22 ago | 15:00 | Argentina        | 2–3    | ' Turquia'       | 26–28 | 22–25 | 25–21 | 25–19 | 11–15 | 109–108 | 109–108   |

## Grupo D
|     |         |     | Jogos | Jogos | Jogos | Resultados | Resultados | Resultados | Resultados | Resultados | Resultados | Sets | Sets | Sets  | Pontos | Pontos | Pontos |
| Pos | Equipe  | Pts | T     | V     | D     | 3–0        | 3–1        | 3–2        | 2–3        | 1–3        | 0–3        | V    | P    | R     | V      | P      | R      |
| --- | ------- | --- | ----- | ----- | ----- | ---------- | ---------- | ---------- | ---------- | ---------- | ---------- | ---- | ---- | ----- | ------ | ------ | ------ |
| 1   | Irã     | 11  | 4     | 4     | 0     | 3          | 0          | 1          | 0          | 0          | 0          | 12   | 2    | 6,000 | 336    | 261    | 1.287  |
| 2   | Itália  | 10  | 4     | 3     | 1     | 1          | 2          | 0          | 1          | 0          | 0          | 11   | 5    | 2.200 | 366    | 337    | 1.086  |
| 2   | Chéquia | 6   | 4     | 2     | 2     | 1          | 1          | 0          | 0          | 1          | 1          | 7    | 7    | 1,000 | 321    | 316    | 1.016  |
| 4   | China   | 3   | 4     | 1     | 3     | 1          | 0          | 0          | 0          | 2          | 1          | 5    | 9    | 0.556 | 303    | 322    | 0.941  |
| 5   | México  | 0   | 4     | 0     | 4     | 0          | 0          | 0          | 0          | 0          | 4          | 0    | 12   | 0,000 | 214    | 303    | 0.706  |

Resultados
| Data   | Hora  |           | Placar |            | Set 1 | Set 2 | Set 3 | Set 4 | Set 5 | Total  | Relatório |
| ------ | ----- | --------- | ------ | ---------- | ----- | ----- | ----- | ----- | ----- | ------ | --------- |
| 18 ago | 17:00 | 'Itália ' | 3–1    | Chéquia    | 25–19 | 25–21 | 19–25 | 30–28 |       | 99–93  | 99–93     |
| 18 ago | 19:00 | México    | 0–3    | ' China'   | 19–25 | 17–25 | 19–25 |       |       | 55–75  | 55–75     |
| 19 ago | 17:00 | México    | 0–3    | ' Chéquia' | 26–28 | 16–25 | 17–25 |       |       | 59–78  | 59–78     |
| 19 ago | 19:00 | 'Irã '    | 3–2    | Itália     | 25–16 | 23–25 | 23–25 | 25–19 | 15–12 | 111–97 | 111–97    |
| 20 ago | 17:00 | 'Irã '    | 3–0    | México     | 25–19 | 25–12 | 25–18 |       |       | 75–49  | 75–49     |
| 20 ago | 19:00 | China     | 1–3    | ' Chéquia' | 25–22 | 16–25 | 20–25 | 22–25 |       | 83–97  | 83–97     |
| 21 ago | 17:00 | 'Irã '    | 3–0    | China      | 25–23 | 25–18 | 25–21 |       |       | 75–62  | 75–62     |
| 21 ago | 19:00 | 'Itália ' | 3–0    | México     | 25–15 | 25–19 | 25–17 |       |       | 75–51  | 75–51     |
| 22 ago | 17:00 | 'Itália ' | 3–1    | China      | 25–22 | 25–13 | 20–25 | 25–23 |       | 95–83  | 95–83     |
| 22 ago | 19:00 | 'Irã '    | 3–0    | Chéquia    | 25–22 | 25–12 | 25–19 |       |       | 75–53  | 75–53     |

## Fase final

### Classificação do 17º ao 20º lugares
|     |         |     | Jogos | Jogos | Jogos | Resultados | Resultados | Resultados | Resultados | Resultados | Resultados | Sets | Sets | Sets  | Pontos | Pontos | Pontos |
| Pos | Equipe  | Pts | T     | V     | D     | 3–0        | 3–1        | 3–2        | 2–3        | 1–3        | 0–3        | V    | P    | R     | V      | P      | R      |
| --- | ------- | --- | ----- | ----- | ----- | ---------- | ---------- | ---------- | ---------- | ---------- | ---------- | ---- | ---- | ----- | ------ | ------ | ------ |
| 17  | Polônia | 6   | 3     | 2     | 1     | 2          | 0          | 0          | 0          | 1          | 0          | 7    | 3    | 2.333 | 244    | 201    | 1.214  |
| 18  | México  | 4   | 3     | 2     | 1     | 0          | 0          | 2          | 0          | 0          | 1          | 6    | 7    | 0.857 | 272    | 279    | 0.975  |
| 19  | Chile   | 4   | 3     | 1     | 2     | 0          | 1          | 0          | 1          | 1          | 0          | 6    | 7    | 0.857 | 264    | 287    | 0.920  |
| 20  | Tunísia | 4   | 3     | 1     | 2     | 0          | 1          | 0          | 1          | 0          | 1          | 5    | 7    | 0.714 | 240    | 253    | 0.949  |

| Data   | Hora |            | Placar |            | Set 1 | Set 2 | Set 3 | Set 4 | Set 5 | Total   | Relatório |
| ------ | ---- | ---------- | ------ | ---------- | ----- | ----- | ----- | ----- | ----- | ------- | --------- |
| 24 ago | 9:00 | Tunísia    | 2–3    | ' México'  | 18–25 | 12–25 | 25–18 | 25–22 | 11–15 | 91–105  | 91–105    |
| 24 ago | 9:00 | Polônia    | 1–3    | ' Chile'   | 26–28 | 25–13 | 21–25 | 18–25 |       | 90–91   | 90–91     |
| 25 ago | 9:00 | Chile      | 2–3    | ' México'  | 25–19 | 21–25 | 25–17 | 22–25 | 7–15  | 100–101 | 100–101   |
| 25 ago | 9:00 | Tunísia    | 0–3    | ' Polônia' | 15–25 | 16–25 | 13–25 |       |       | 44–75   | 44–75     |
| 26 ago | 9:00 | 'Polônia ' | 3–0    | México     | 25–16 | 29–27 | 25–23 |       |       | 79–66   | 79–66     |
| 26 ago | 9:00 | 'Tunísia ' | 3–1    | Chile      | 25–16 | 21–25 | 25–21 | 25–11 |       | 96–73   | 96–73     |

### Oitavas de final
Resultados
| Data   | Hora  |           | Placar |                  | Set 1 | Set 2 | Set 3 | Set 4 | Set 5 | Total   | Relatório |
| ------ | ----- | --------- | ------ | ---------------- | ----- | ----- | ----- | ----- | ----- | ------- | --------- |
| 24 ago | 11:00 | 'Japão '  | 3–0    | Porto Rico       | 25–17 | 25–16 | 25–21 |       |       | 75–54   | 75–54     |
| 24 ago | 11:00 | Argentina | 1–3    | ' Chéquia'       | 22–25 | 22–25 | 25–20 | 21–25 |       | 90–95   | 90–95     |
| 24 ago | 13:00 | 'França ' | 3–0    | Estados Unidos   | 25–21 | 25–13 | 25–20 |       |       | 75–54   | 75–54     |
| 24 ago | 13:00 | 'Rússia ' | 3–1    | China            | 22–25 | 25–12 | 25–16 | 25–13 |       | 97–66   | 97–66     |
| 24 ago | 15:00 | 'Irã '    | 3–0    | Turquia          | 25–18 | 25–21 | 25–13 |       |       | 75–52   | 75–52     |
| 24 ago | 15:00 | Barém     | 0–3    | ' Brasil'        | 14–25 | 15–25 | 18–25 |       |       | 47–75   | 47–75     |
| 24 ago | 17:00 | Itália    | 0–3    | ' Coreia do Sul' | 23–25 | 22–25 | 13–25 |       |       | 58–75   | 58–75     |
| 24 ago | 17:00 | 'Egito '  | 3–2    | Cuba             | 25–19 | 23–25 | 18–25 | 25–22 | 15–10 | 106–101 | 106–101   |

### Classificação do 9º ao 16º lugares
Resultados
| Data   | Hora  |                | Placar |              | Set 1 | Set 2 | Set 3 | Set 4 | Set 5 | Total  | Relatório |
| ------ | ----- | -------------- | ------ | ------------ | ----- | ----- | ----- | ----- | ----- | ------ | --------- |
| 25 ago | 14:00 | Porto Rico     | 1–3    | ' Argentina' | 24–26 | 12–25 | 25–21 | 17–25 |       | 78–97  | 78–97     |
| 25 ago | 16:00 | Estados Unidos | 1–3    | ' China'     | 26–24 | 20–25 | 27–29 | 20–25 |       | 93–103 | 93–103    |
| 25 ago | 18:00 | 'Turquia '     | 3–0    | Barém        | 25–17 | 25–20 | 25–23 |       |       | 75–60  | 75–60     |
| 25 ago | 20:00 | 'Itália '      | 3–0    | Cuba         | 25–18 | 25–20 | 25–17 |       |       | 75–55  | 75–55     |

### Quartas de final
Resultados
| Data   | Hora  |                  | Placar |           | Set 1 | Set 2 | Set 3 | Set 4 | Set 5 | Total   | Relatório |
| ------ | ----- | ---------------- | ------ | --------- | ----- | ----- | ----- | ----- | ----- | ------- | --------- |
| 25 ago | 14:00 | 'Japão '         | 3–0    | Chéquia   | 25–22 | 25–18 | 25–22 |       |       | 75–62   | 75–62     |
| 25 ago | 16:00 | França           | 2–3    | ' Rússia' | 27–25 | 24–26 | 25–23 | 19–25 | 14–16 | 109–115 | 109–115   |
| 25 ago | 18:00 | 'Irã '           | 3–0    | Brasil    | 25–21 | 25–20 | 25–15 |       |       | 75–56   | 75–56     |
| 25 ago | 20:00 | 'Coreia do Sul ' | 3–1    | Egito     | 25–20 | 20–25 | 25–20 | 25–19 |       | 95–84   | 95–84     |

### Classificação do 13º ao 16º lugares
Resultados
| Data   | Hora  |               | Placar |                | Set 1 | Set 2 | Set 3 | Set 4 | Set 5 | Total  | Relatório |
| ------ | ----- | ------------- | ------ | -------------- | ----- | ----- | ----- | ----- | ----- | ------ | --------- |
| 26 ago | 14:00 | 'Porto Rico ' | 3–1    | Estados Unidos | 25–20 | 21–25 | 30–28 | 25–23 |       | 101–96 | 101–96    |
| 26 ago | 16:00 | 'Barém '      | 3–0    | Cuba           | 25–23 | 25–16 | 25–16 |       |       | 75–55  | 75–55     |

### Classificação do 9º ao 12º lugares
Resultados
| Data   | Hora  |           | Placar |           | Set 1 | Set 2 | Set 3 | Set 4 | Set 5 | Total  | Relatório |
| ------ | ----- | --------- | ------ | --------- | ----- | ----- | ----- | ----- | ----- | ------ | --------- |
| 26 ago | 18:00 | Argentina | 2–3    | ' China'  | 23–25 | 26–24 | 22–25 | 25-23 | 16-18 | 112–74 | 112-115   |
| 26 ago | 20:00 | Turquia   | 2–3    | ' Itália' | 26–28 | 25–16 | 21–25 | 25-20 | 8-15  | 105–69 | 105-104   |

### Classificação do 5º ao 8º lugares
Resultados
| Data   | Hora  |         | Placar |           | Set 1 | Set 2 | Set 3 | Set 4 | Set 5 | Total | Relatório |
| ------ | ----- | ------- | ------ | --------- | ----- | ----- | ----- | ----- | ----- | ----- | --------- |
| 26 ago | 14:00 | Chéquia | 1–3    | ' França' | 25–23 | 18–25 | 22–25 | 21–25 |       | 86–98 | 86–98     |
| 26 ago | 16:00 | Brasil  | 0–3    | ' Egito'  | 31–33 | 15–25 | 19–25 |       |       | 65–83 | 65–83     |

### Semifinais
Resultados
| Data   | Hora  |        | Placar |               | Set 1 | Set 2 | Set 3 | Set 4 | Set 5 | Total | Relatório |
| ------ | ----- | ------ | ------ | ------------- | ----- | ----- | ----- | ----- | ----- | ----- | --------- |
| 26 ago | 18:00 | Japão  | 0–3    | ' Rússia'     | 17–25 | 23–25 | 28–30 |       |       | 68–80 | 68–80     |
| 26 ago | 20:00 | 'Irã ' | 3–0    | Coreia do Sul | 25–23 | 25–20 | 25–18 |       |       | 75–61 | 75–61     |

### Décimo quinto lugar
Resultado
| Data   | Hora  |                   | Placar |      | Set 1 | Set 2 | Set 3 | Set 4 | Set 5 | Total | Relatório |
| ------ | ----- | ----------------- | ------ | ---- | ----- | ----- | ----- | ----- | ----- | ----- | --------- |
| 27 ago | 10:00 | 'Estados Unidos ' | 3–0    | Cuba | 25–20 | 25–19 | 26–24 |       |       | 76–63 | 76-63     |

### Décimo terceiro lugar
Resultado
| Data   | Hora  |            | Placar |          | Set 1 | Set 2 | Set 3 | Set 4 | Set 5 | Total | Relatório |
| ------ | ----- | ---------- | ------ | -------- | ----- | ----- | ----- | ----- | ----- | ----- | --------- |
| 27 ago | 12:00 | Porto Rico | 0–3    | ' Barém' | 20–25 | 22–25 | 23–25 |       |       | 65–75 | 65-75     |

### Décimo primeiro lugar
Resultado
| Data   | Hora  |           | Placar |            | Set 1 | Set 2 | Set 3 | Set 4 | Set 5 | Total | Relatório |
| ------ | ----- | --------- | ------ | ---------- | ----- | ----- | ----- | ----- | ----- | ----- | --------- |
| 27 ago | 14:00 | Argentina | 1–3    | ' Turquia' | 25–27 | 20–25 | 25–19 | 18-25 |       | 88–71 |           |

### Nono lugar
Resultado
| Data   | Hora  |       | Placar |           | Set 1 | Set 2 | Set 3 | Set 4 | Set 5 | Total | Relatório |
| ------ | ----- | ----- | ------ | --------- | ----- | ----- | ----- | ----- | ----- | ----- | --------- |
| 27 ago | 16:00 | China | 0–3    | ' Itália' | 19–25 | 16–25 | 20–25 |       |       | 55–75 | 55-75     |

### Sétimo lugar
Resultado
| Data   | Hora  |            | Placar |        | Set 1 | Set 2 | Set 3 | Set 4 | Set 5 | Total | Relatório |
| ------ | ----- | ---------- | ------ | ------ | ----- | ----- | ----- | ----- | ----- | ----- | --------- |
| 27 ago | 10:00 | 'Chéquia ' | 3–2    | Brasil | 25-20 | 18-25 | 25-20 | 20-25 | 15-9  | 103–0 | 103-99    |

### Quinto lugar
Resultado
| Data   | Hora  |           | Placar |       | Set 1 | Set 2 | Set 3 | Set 4 | Set 5 | Total | Relatório |
| ------ | ----- | --------- | ------ | ----- | ----- | ----- | ----- | ----- | ----- | ----- | --------- |
| 27 ago | 12:00 | 'França ' | 3–0    | Egito | 25–20 | 25–16 | 26–24 |       |       | 76–60 | 76-60     |

### Terceiro lugar
Resultado
| Data   | Hora  |          | Placar |               | Set 1 | Set 2 | Set 3 | Set 4 | Set 5 | Total | Relatório |
| ------ | ----- | -------- | ------ | ------------- | ----- | ----- | ----- | ----- | ----- | ----- | --------- |
| 27 ago | 17:30 | 'Japão ' | 3–0    | Coreia do Sul | 25–22 | 25–22 | 25–18 |       |       | 75–62 | 75-62     |

### Final
Resultado
| Data   | Hora  |        | Placar |        | Set 1 | Set 2 | Set 3 | Set 4 | Set 5 | Total | Relatório |
| ------ | ----- | ------ | ------ | ------ | ----- | ----- | ----- | ----- | ----- | ----- | --------- |
| 27 ago | 19:30 | Rússia | 1–3    | ' Irã' | 20-25 | 23-25 | 25-21 | 20-25 |       | 88–0  | 88-96     |